# Fußball-Europameisterschaft der Frauen 1991/Finalrunde
Resultate der Finalrunde der Fußball-Europameisterschaft der Frauen 1991:

## Halbfinale

### Dänemark – Norwegen 0:0 n.V., 7:8 i.E
| Dänemark                                                  | Dänemark | Norwegen | Norwegen |
| --------------------------------------------------------- | --- | --- | -------- |
| Dänemark                                                  | \| 10. Juli 1991 um 19:00 Uhr[2][3] in Hjørring (Hjørring Stadion) \| \| Zuschauer: 4.850 \| \| Schiedsrichter: Lube Spassov ( Bulgarien) \| | \| 10. Juli 1991 um 19:00 Uhr[2][3] in Hjørring (Hjørring Stadion) \| \| Zuschauer: 4.850 \| \| Schiedsrichter: Lube Spassov ( Bulgarien) \|                                                                        | Norwegen |
| Dänemark                                                  | Helle Bjerregaard – Bonny Madsen, Ulla Christensen, Annie Gam-Pedersen, Karina Sefron , Jannie Hansen, Lisbet Kolding, Pernille Obel (49. Annette Thychosen), Lotte Bagge, Marianne Jensen, Helle Jensen (59. Marianne Jakobsen) Cheftrainer: Keld Ganzhorn | Reidun Seth – Liv Strædet (52. Margunn Haugenes), Linda Medalen, Tina Svensson, Gunn Nyborg, Agnete Carlsen, Gro Espeseth, Heidi Støre , Hege Riise, Cathrine Zaborowski, Birthe Hegstad Cheftrainer: Even Pellerud | Norwegen |
| Dänemark                                                  | Elfmeterschießen | | Norwegen |
| Dänemark                                                  | 1:1 Kolding 2:1 Thychosen 3:2 Sefron Jakobsen 4:4 Bagge 5:5 Pedersen 6:6 Christensen 7:7 Hansen Jensen | 0:1 Svensson Aarønes 2:2 Carlsen 3:3 Zaborowski 3:4 Riise 4:5 Medalen 5:6 Hegstad 6:7 Nyborg 7:8 Espeseth | Norwegen |
| 10. Juli 1991 um 19:00 Uhr in Hjørring (Hjørring Stadion) | | |          |
| Zuschauer: 4.850                                          | | |          |
| Schiedsrichter: Lube Spassov ( Bulgarien)                 | | |          |

### Italien – Deutschland 0:3 (0:1)
| Italien                                                | Italien | Deutschland | Deutschland |
| ------------------------------------------------------ | --- | --- | ----------- |
| Italien                                                | \| 11. Juli 1991[4] in Frederikshavn (Frederikshavn Stadion) \| \| Zuschauer: 3.000 \| \| Schiedsrichter: Roger Philippi ( Luxemburg) \| | \| 11. Juli 1991[4] in Frederikshavn (Frederikshavn Stadion) \| \| Zuschauer: 3.000 \| \| Schiedsrichter: Roger Philippi ( Luxemburg) \|                                                                                                   | Deutschland |
| Italien                                                | Giorgia Brenzan – Maura Furlotti, Elisabetta Bavagnoli, Elisabetta Saldi, Paola Bonato, Emma Iozzelli (32. Silvia Fiorini), Feriana Ferraguzzi, Adele Marsiletti, Antonella Carta, Carolina Morace , Anna Maria Migliaccio (44. Federica D’Astolfo) Cheftrainer: Sergio Guenza | Marion Isbert – Frauke Kuhlmann, Jutta Nardenbach, Doris Fitschen, Britta Unsleber, Sissy Raith (66. Sandra Hengst), Petra Damm, Bettina Wiegmann, Martina Voss (63. Gudrun Gottschlich), Heidi Mohr, Silvia Neid Cheftrainer: Gero Bisanz | Deutschland |
| Italien                                                | 0:1 Mohr (30.) 0:2 Mohr (57.) 0:3 Raith (59.) | | Deutschland |
| Italien                                                | Nardenbach (78.) | | Deutschland |
| 11. Juli 1991 in Frederikshavn (Frederikshavn Stadion) | | |             |
| Zuschauer: 3.000                                       | | |             |
| Schiedsrichter: Roger Philippi ( Luxemburg)            | | |             |

## Spiel um Platz 3

### Dänemark – Italien 2:1 n.V. (1:1, 1:0)
| Dänemark                                               | Dänemark | Italien | Italien |
| ------------------------------------------------------ | --- | --- | ------- |
| Dänemark                                               | \| 14. Juli 1991 um 12:15 Uhr[5][6] in Aalborg (Aalborg Parken) \| \| Zuschauer: 3.100 \| \| Schiedsrichter: Raul Garcia de Loza ( Spanien) \| | \| 14. Juli 1991 um 12:15 Uhr[5][6] in Aalborg (Aalborg Parken) \| \| Zuschauer: 3.100 \| \| Schiedsrichter: Raul Garcia de Loza ( Spanien) \| | Italien |
| Dänemark                                               | Helle Bjerregaard – Bonny Madsen, Annie Gam-Pedersen (61. Mette Nielsen), Karina Sefron , Jannie Hansen, Lisbet Kolding, Lotte Bagge, Marianne Jensen, Helle Jensen (54. Pernille Obel), Irene Stelling, Annette Thychosen Cheftrainer: Keld Gantzhorn | Giorgia Brenzan – Maura Furlotti, Elisabetta Bavagnoli, Elisabetta Saldi (41. Emma Iozzelli), Paola Bonato (31. Federica D’Astolfo), Feriana Ferraguzzi, Adele Marsiletti, Antonella Carta, Marina Cordenons, Silvia Fiorini, Carolina Morace Cheftrainer: Sergio Guenza | Italien |
| Dänemark                                               | 1:0 Jensen (22.) 2:1 Furlotti (84., Eigentor) a | 1:1 Fiorini (69.) | Italien |
| Dänemark                                               | Thychosen (65.) | D’Astolfo (65.) | Italien |
| Dänemark                                               | D’Astolfo (68.) | | Italien |
| 14. Juli 1991 um 12:15 Uhr in Aalborg (Aalborg Parken) | | |         |
| Zuschauer: 3.100                                       | | |         |
| Schiedsrichter: Raul Garcia de Loza ( Spanien)         | | |         |

## Finale

### Deutschland – Norwegen 3:1n.V.(1:1, 0:0)
| Deutschland                                 | Deutschland | Norwegen | Norwegen |
| ------------------------------------------- | --- | --- | -------- |
| Deutschland                                 | \| 14. Juli 1991[7][8] in Aalborg (Aalborg Parken) \| \| Zuschauer: 3.100 / 6.000 c \| \| Schiedsrichter: Jim McCluskey ( Schottland) \| | \| 14. Juli 1991[7][8] in Aalborg (Aalborg Parken) \| \| Zuschauer: 3.100 / 6.000 c \| \| Schiedsrichter: Jim McCluskey ( Schottland) \| | Norwegen |
| Deutschland                                 | Marion Isbert – Doris Fitschen – Jutta Nardenbach, Frauke Kuhlmann – Britta Unsleber (52. Gudrun Gottschlich), Silvia Neid , Petra Damm, Sissy Raith – Martina Voss (91. Katja Bornschein), Heidi Mohr, Bettina Wiegmann Cheftrainer: Gero Bisanz | Reidun Seth – Liv Strædet (70. Ann Kristin Aarønes), Tina Svensson, Linda Medalen, Gunn Nyborg, Agnete Carlsen, Gro Espeseth, Heidi Støre (84. Margunn Haugenes), Hege Riise, Cathrine Zaborowski, Birthe Hegstad Cheftrainer: Even Pellerud | Norwegen |
| Deutschland                                 | 1:1 Heidi Mohr (63.) 2:1 Heidi Mohr (83.) 3:1 Silvia Neid (85.) | 0:1 Birthe Hegstad (54.) | Norwegen |
| 14. Juli 1991 in Aalborg (Aalborg Parken)   | | |          |
| Zuschauer: 3.100 / 6.000 c                  | | |          |
| Schiedsrichter: Jim McCluskey ( Schottland) | | |          |